# Bahía Otway
Bahía Otway är ett sund i Chile.   Det ligger i regionen Región de Magallanes y de la Antártica Chilena, i den södra delen av landet, 2 200 km söder om huvudstaden Santiago de Chile.